# Oligopogon hyalipennis
Oligopogon hyalipennis là một loài ruồi trong họ Asilidae. Oligopogon hyalipennis được Oldroyd miêu tả năm 1959. Loài này phân bố ở vùng nhiệt đới châu Phi.